# Александров, Леонид Константинович
Леони́д Константи́нович Алекса́ндров (22 марта 1891, Санкт-Петербург — 23 ноября 1963, Ленинград) — советский валторнист, педагог и композитор, солист оркестра Ленинградского малого театра оперы и балета, Заслуженный артист РСФСР (1937).

## Биография
С 1904 по 1908 год Леонид Александров учился в музыкальной школе Балтийского флотского экипажа в классе Николая Нагорнюка. С 1908 по 1918 год он работал инструктором-воспитателем этой школы. С 1918 по 1953 год Александров был солистом Ленинградского малого театра оперы и балета. Кроме того, до Великой Отечественной войны он выступал на концертах как пианист. В 1937 году Александрову было присвоено звание заслуженный артист РСФСР. Завершив работу в театре, с 1953 до 1963 год он преподавал в Ленинградской военно-морской музыкальной школе имени Римского-Корсакова. Творческое наследие Леонида Александрова-композитора состоит из ряда пьес, обработок, переложений и квартетов для валторны, а также произведения для фортепиано.